# Sport Club Edera
Lo Sport Club Edera è stata una società calcistica di Lodi. Attiva nella stagione 1919-1920,  ha disputato il campionato di Promozione.

## Storia
Al termine del primo conflitto mondiale lo sport lodigiano faticava a ripartire. Nel calcio, il Fanfulla era inattivo da ormai due anni. Nella primavera del 1919 si assiste a un timido risveglio, con il piazzamento dei bianconeri al secondo posto nella Coppa Bazzano, organizzata a Crema. La società lodigiana, tuttavia, mancava ancora di un’organizzazione.
Il terzino destro del Guerriero, Lucio Zanoncelli, già ginnasta, pugile e canottiere, decide di fondare una società polisportiva che potesse riaccendere la passione per lo sport in città. La nascente società avrebbe abbracciato, oltre al calcio, anche la boxe, il canottaggio e l’atletica leggera.
Il 1 agosto 1919 viene fondato ufficialmente lo Sport Club Edera, con sede nell’Albergo Belgrado di via Legnano e campo da gioco in Piazza d’Armi, oltre il ponte sul fiume Adda. Nel giro di sei mesi la nuova società raccoglie oltre duecento soci e recluta tutti i migliori calciatori sulla piazza, buona parte dei quali del Fanfulla. 
L’Edera esordisce nel campionato di Promozione con uno 0-0 in trasferta, contro il Casteggio. Gli azzurrostellati termineranno il campionato al terzo posto del girone C composto, oltre ai casteggiani, da Olona (di Milano) e U.S. Codogno. Mentre in città si discuteva l’ipotesi di fusione tra l’Edera e il Savoia, Marcello Ghisio, deus ex machina della rinascita della Fanfulla, si accorda con Zanoncelli per rimediare allo scisma. Il 26 giugno 1920 lo S.C. Edera si fonde con l’A.S. Fanfulla, ridando vigore allo storico club bianconero che, dall’anno successivo, tornerà a disputare il campionato di calcio.